# بالو (ایلینوی)
بالو (به انگلیسی: Ballou) یک منطقهٔ مسکونی در ایالات متحده آمریکا است که در ایلینوی واقع شده‌است. بالو ۱۸۴٫۱ متر بالاتر از سطح دریا واقع شده‌است.